# Operazione Vistola

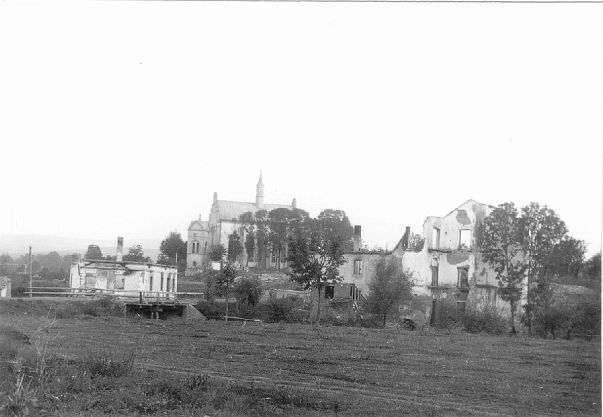
Il villaggio di Bukowsko fu bruciato dall'esercito ribelle ucraino nell'aprile 1946

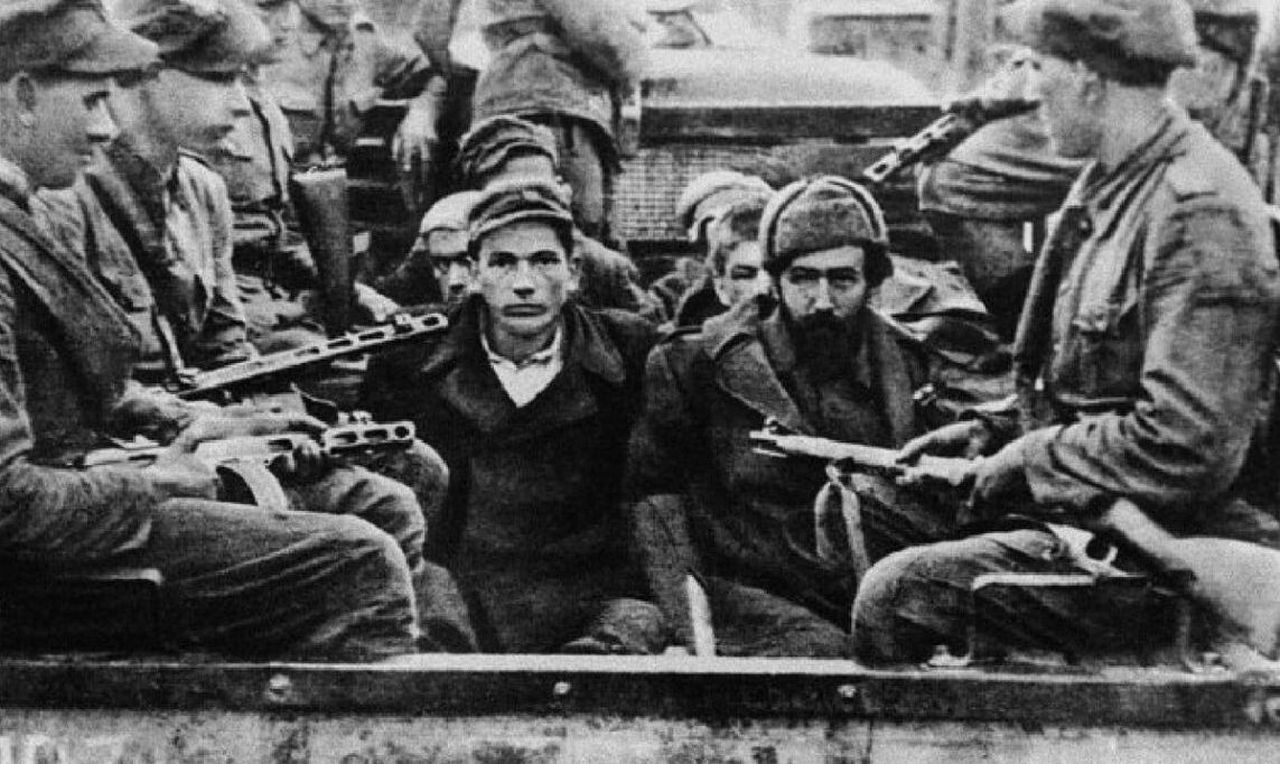
Ribelli dell'UPA catturati dai soldati polacchi durante l'operazione Vistola

L'operazione Vistola, nota anche come operazione Wisła (in lingua polacca Akcja "Wisła", in ucraino Операція «Вісла»), è il nome dato alla deportazione della popolazione ucraina, bojko e lemko residente nei territori dei nuovi confini sud-orientali della Polonia, portata a termine dal governo comunista polacco con l'aiuto dell'Unione Sovietica e della Cecoslovacchia comunista nel 1947. L'obiettivo dichiarato dell'operazione era la soppressione dell'UPA, l'Esercito Insurrezionale Ucraino, a cui era attribuito il terrore e l'assassinio di civili polacchi nei territori sud-orientali a partire dal 1944. Circa 200.000 persone, in maggior parte di etnia ucraina, furono forzate a stabilirsi nei nuovi territori settentrionali acquisiti dalla Polonia dopo la Seconda guerra mondiale a spese della Germania.
Dopo la caduta del comunismo, l'operazione fu condannata da parte di politici e di storici polacchi e ucraini. È stata descritta come una pulizia etnica condotta dai polacchi in fonti sia occidentali sia ucraine.